# Guido von Eiselsberg
Guido svobodný pán von Eiselsberg (2. ledna 1824 Linec – 30. března 1887 Steinhaus) byl rakouský šlechtic a politik německé národnosti z Horních Rakous, v 60. letech 19. století poslanec rakouské Říšské rady.

## Biografie
Vystudoval Tereziánskou vojenskou akademii. Od roku 1852 působil jako zbrojní inspektor.
V 60. letech se s obnovou ústavního systému vlády zapojil do vysoké politiky. V zemských volbách byl zvolen na Hornorakouský zemský sněm, kde zastupoval kurii velkostatkářskou. Zasedal zde do roku 1866. Působil také coby poslanec Říšské rady (celostátního parlamentu Rakouského císařství), kam ho delegoval Hornorakouský zemský sněm roku 1861 (Říšská rada tehdy ještě byla volena nepřímo, coby sbor delegátů zemských sněmů). V době svého působení ve vídeňském parlamentu byl uveden jako svobodný pán Guido von Eiselsberg, statkář a hejtman na penzi, bytem Steinhaus. Byl katolicky a konzervativně orientován. Podle jiného zdroje patřil mezi liberály.
Oženil se s Marií Pirquet von Cesenatico (1828–1904), dcerou c. k. polního zbrojmistra Petera Martina Pirquet von Cesenatico (1781–1861). Jedním z jeho synů byl lékař Anton von Eiselsberg (1860–1939).
Zemřel v březnu 1887.